# Micrommata ligurina
Micrommata ligurina är en spindelart som först beskrevs av Carl Ludwig Koch 1845.  Micrommata ligurina ingår i släktet Micrommata och familjen jättekrabbspindlar. Inga underarter finns listade i Catalogue of Life.